# Сіско (Іллінойс)
Сіско (англ. Cisco) — селище (англ. village) в США, в окрузі Піатт штату Іллінойс. Населення — 254 особи (2020).

## Географія
Сіско розташоване за координатами 40°0′53″ пн. ш. 88°43′25″ зх. д. / 40.01472° пн. ш. 88.72361° зх. д. (40.014662, -88.723693).  За даними Бюро перепису населення США в 2010 році селище мало площу 0,95 км², уся площа — суходіл.

## Демографія
Згідно з переписом 2010 року, у селищі мешкала 261 особа в 115 домогосподарствах у складі 74 родин. Густота населення становила 275 осіб/км².  Було 129 помешкань (136/км²).
Расовий склад населення:
| - 98,1 % — білих - 1,5 % — чорних або афроамериканців |

До двох чи більше рас належало 0,0 %. Частка іспаномовних становила 0,0 % від усіх жителів.
За віковим діапазоном населення розподілялося таким чином: 21,8 % — особи молодші 18 років, 54,4 % — особи у віці 18—64 років, 23,8 % — особи у віці 65 років та старші. Медіана віку мешканця становила 44,5 року. На 100 осіб жіночої статі у селищі припадало 94,8 чоловіків;  на 100 жінок у віці від 18 років та старших — 92,5 чоловіків також старших 18 років.
Середній дохід на одне домашнє господарство  становив 67 885 доларів США (медіана — 61 094), а середній дохід на одну сім'ю — 72 682 долари (медіана — 65 357). Медіана доходів становила 56 750 доларів для чоловіків та 36 875 доларів для жінок. За межею бідності перебувало 1,6 % осіб, у тому числі 0,0 % дітей у віці до 18 років та 0,0 % осіб у віці 65 років та старших.
Цивільне працевлаштоване населення становило 125 осіб. Основні галузі зайнятості: освіта, охорона здоров'я та соціальна допомога — 28,0 %, виробництво — 19,2 %, транспорт — 11,2 %, роздрібна торгівля — 10,4 %.